# Radar Wassermann
Pour les articles homonymes, voir Wassermann.
Un radar Wassermann est un radar allemand de la Seconde Guerre mondiale produit par la compagnie GEMA. Il s'agit d'une version à longue portée d'un radar Freya équipé d'une grande antenne verticale qui pouvait diriger le faisceau de façon très précise jusqu'à 300 km. Ce radar, qui émettait dans une longueur d'onde autour de 2,4 mètres, est entré en service en 1942 et environ 150 ont été construits. Une variante, le Wassermann S (Schwer pour lourd), a été surnommé "Chimney" par les Britanniques car il était monté sur une tour cylindrique ressemblant à une cheminée. Le Wassermann et un autre radar, le Mammut, sont devenus des composantes essentielles du réseau de défense allemand. À cause de leur construction solide et leur surface surtout verticale, ils étaient très difficiles à détruire. Les Alliés ont finalement trouvé qu'un barrage de roquettes pouvait en venir à bout.

## Caractéristiques
Les caractéristiques principale du Wassermann se retrouvent dans l'encadré,. Son poids était de 30 à 60 tonnes selon la grandeur de l'antenne et des composantes externes. L'axe de rotation sur lequel était fixée l'antenne mesurait de 37 à 57 mètres. Il était également équipé d'un système d'identification des aéronefs (IFF) de type Erstling